# John Bromfield
John Bromfield (eigentlich Farron Bromfield; * 11. Juni 1922 in South Bend, Indiana; † 18. September 2005 in Palm Desert, Kalifornien) war ein US-amerikanischer Schauspieler.

## Leben
Bromfield war ein typischer Westernheld in den US-amerikanischen TV-Serien. Sein Filmdebüt gab er 1948 in dem Thriller Du lebst noch 105 Minuten (OT: Sorry, Wrong Number). Bekannt wurde er vor allem in den 1950er-Jahren mit den Serien-Produktionen The Sheriff of Cochise und U.S. Marshal. Die Serien hatten 40 Millionen Zuschauer pro Woche. Daneben spielte er auch in einigen Kinofilmen. Er beendete seine Schauspielkarriere 1960, mit dem Auslaufen der TV-Serie U.S. Marshal (60 Folgen, ursprünglich Sheriff of Cochise), und wandte sich dem Fischereigewerbe zu.
Bromfield war von 1948 bis 1954 mit der Schauspielerin Corinne Calvet und von 1955 bis 1959 mit der Schauspielerin und Tänzerin Larri Thomas verheiratet.

## Filmografie (Auswahl)
- 1948: Du lebst noch 105 Minuten (Sorry, Wrong Number)
- 1948: Der König von Alaska (Harpoon)
- 1949: Blutige Diamanten (Rope of Sand)
- 1950: Die Farm der Besessenen (The Furies)
- 1952: Flucht vor dem Tode (The Cimarron Kid)
- 1952: Sturmgeschwader Komet (Flat Top)
- 1953: Du bist so leicht zu lieben (Easy to love)
- 1955: Die Rache des Ungeheuers (Revenge of the Creature)
- 1956: Aasgeier (Manfish)
- 1956: Curucu, die Bestie vom Amazonas (Curucu, Beast of the Amazon)
- 1956: Ganoven, Halunken, flotte Weiber (Three Bad Sisters)
- 1956: Verraten und verkauft (Quincannon, Frontier Scout)
- 1956–1958: The Sheriff of Cochise (Fernsehserie, 78 Folgen)
- 1958–1960: U.S. Marshal (Fernsehserie, 64 Folgen)